# Daan De Cooman
Daan De Cooman [Dán deKóman], (* 17. duben 1974 Zottegem, Belgie) je bývalý reprezentant Belgie v judu. Je vlámského původu.

## Sportovní kariéra
Výkonnostně šel nahoru především ve spolupráci s bývalým reprezentantem Sovětského svazu Alexandrem Jackevičem. Během 3 let se z průměru zařadil do vybrané společnosti středních vah. V roce 1999 získal titul mistra Evropy. Jeho tělo však zvýšenou tělesnou zátěž postupně přestávalo snášet. Nedokázal se kvalitně připravit na olympijskou sezónu 2000 a výsledkem bylo první nepostupové místo ne olympijské hry v Sydney. V následujících letech pouze objížděl mezinárodní turnaje a v roce 2004 se s vrcholovou kariérou rozloučil.

## Výsledky
| Turnaj             | 1997 | 1998 | 1999 | 2000 | 2001 | 2002 | 2003 |
| ------------------ | ---- | ---- | ---- | ---- | ---- | ---- | ---- |
| Mistrovství světa  | úč.  | -    | úč.  | -    | úč.  | -    | dns  |
| Mistrovství Evropy | 3.   | 5.   | 1.   | úč.  | dns  | úč.  | úč.  |